# 奇爾瓦湖
奇爾瓦湖（英語：Lake Chilwa）是馬拉維第二大湖泊，排在馬拉維湖之後，位於南部區鄰近莫桑比克，湖泊長度和闊度分別約為60公里和40公里，四周是大片濕地。來自335個村落超過60,000居民在湖中捕魚，每年魚穫17,000公噸，佔全國總量的20%。